# Qin Kai
Qin Kai (Xi'an, 31 de janeiro de 1986) é um saltador chinês campeão olímpico. 

## Carreira

### Pequim 2008 e Londres 2012
Foi medalha de ouro na Trampolim 3 m em 2008 e 2012.

### Rio 2016
Qin Kai representou seu país nos Jogos Olímpicos de Verão de 2016, na qual conquistou uma medalha de bronze, no trampolim sincronizado com Cao Yuan. 